# James G. Kiernan

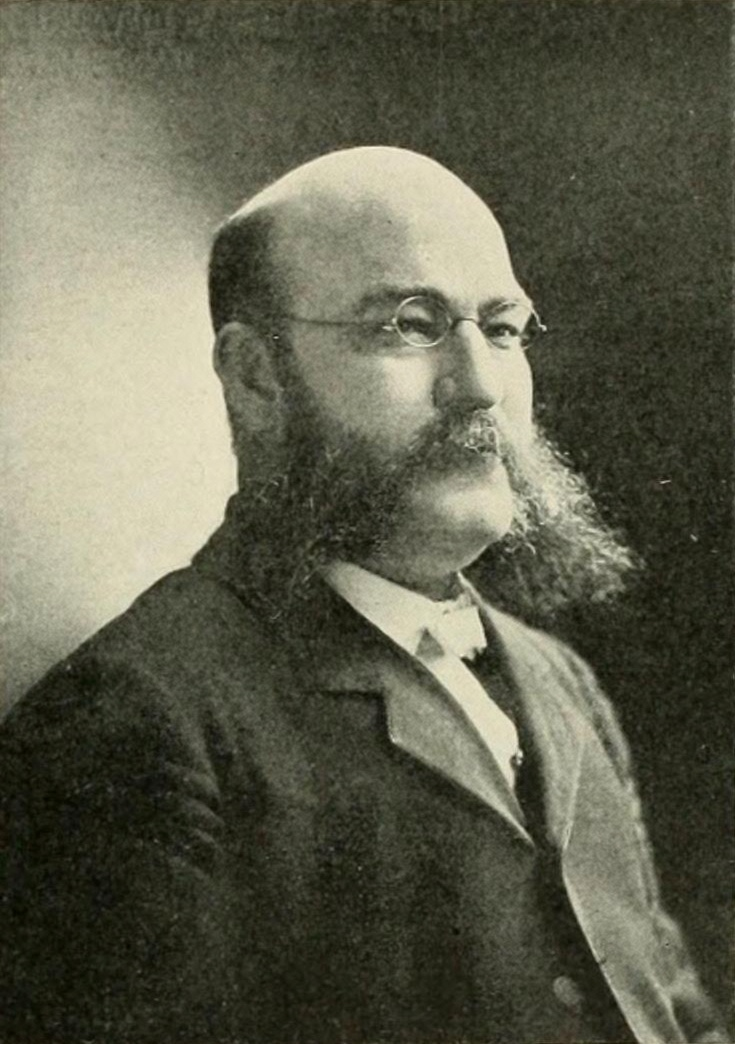
James G. Kiernan

James George Kiernan (ur. 18 czerwca 1852 w Nowym Jorku, zm. 1923) – amerykański lekarz psychiatra.
Syn Francisa i Mary z domu Aiken. Ukończył szkoły publiczne w Nowym Jorku i College of the City of New York. Tytuł M.D. otrzymał na New York University Medical College w 1874. Następnie był asystentem w New York Asylum for Insane. W 1881 przeniósł się z Nowego Jorku do Chicago. Był asystentem w Medical College of the Northwestern University. Od 1882 do 1886 redagował "Journal of Nervous and Mental Disease". Od 1892 redagował czasopismo "Alienist and Neurologist". W 1887 założył czasopismo "Medical Standard". W latach 1896–1899 w komitecie redakcyjnym Journal of American Medical Association. Od 1884 do 1889 kierownik szpitala dla psychicznie chorych w hrabstwie Cook (Cook County Insane Hospital).
10 lutego 1881 ożenił się z Jane A. Trumper. Mieli troje dzieci: Anna Louise, Mary Louise i Edwarda Spitzkę.